# Gorgopótamos
Gorgopótamos (grec moderne : Γοργοπόταμος) est un village et une ancienne municipalité grecque situé dans le district régional de Phthiotide. Depuis la réforme de l'administration locale de 2011, Gorgopótamos fait partie de la municipalité de Lamía, dont elle est une entité municipale. Elle est située à 8 km au sud de Lamia et à 34 km au nord d'Amphissa. Sa population est en 2001 de 443 habitants pour le village et 4 510 habitants pour l'entité municipale. Son nom vient de la rivière Gorgopótamos qui traverse son territoire. Un parc national, le mont Œta, se trouve au sud-ouest. La partie nord de l'entité municipale est située dans la large vallée du Sperchiós.
Le site est célèbre en raison de l'action de sabotage effectuée pendant la Seconde Guerre mondiale par 150 résistants grecs, assistés par un groupe d'officiers du SOE britannique sous la direction d'Edmund Charles Wolf Myers. Le groupe fit sauter le viaduc de chemin de fer sur la rivière Gorgopótamos le 25 novembre 1942 dans le cadre de l’opération « Harling ». Le but était de couper la route contrôlée par l'ennemi entre Thessalonique et Athènes. L'explosion détruisit deux des six piles du pont. Dans un acte de représailles, l'occupant allemand exécuta 16 habitants grecs.
Après la Seconde Guerre mondiale et la guerre civile grecque, le viaduc du Gorgopótamos a été partiellement reconstruit, les deux piles en béton étant remplacées par des poutres en acier.

## Source
- (en) Cet article est partiellement ou en totalité issu de l’article de Wikipédia en anglais intitulé « Gorgopotamos » (voir la liste des auteurs).